# Mano Michael
Mano Michael, vorher bekannt als Mano Ezoh (* 25. August 1980 in Nigeria), ist ein deutsch-nigerianischer Soul-Sänger, Musikproduzent, Songwriter und Vocal Coach. Er wird auch als „The Emotional Voice“ bezeichnet.

## Privates
Mano Michael wuchs in Nigeria zusammen mit fünf Brüdern und zwei Schwestern auf. Bereits mit ca. neun Jahren leitete er einen eigenen Gospelchor.

## Karriere
Mano Michael verließ als junger Erwachsener Nigeria und fand im niederbayerischen Deggendorf eine Anstellung als Tellerwäscher. Er gründete einen Chor in Niederbayern. 2011 mietete er die Olympiahalle München, lud die Juroren des Guinness-Buch der Rekorde ein und erreichte zusammen mit 1198 Sängerinnen und Sängern den Titel „Größter Gospelchor der Welt“. Im August 2013 nahm er mit Snoop Dogg das Lied Believe auf. Im Jahre 2014 gründete Mano Michael sein eigenes Plattenlabel Mezoh Music. Am 24. Oktober 2015 erhielt er mit circa 2000 Stimmen einen Eintrag im Guinness-Buch der Rekorde als „Größter Gospelchor Europas“. Im Jahr 2015 erschien sein erstes Album Fly, produziert in Deutschland und den USA. Zahlreiche Fernsehauftritte folgten. Im Januar 2016 gründete Mano Michael den Chor The Guardians. Am 20. Mai 2016 erschien die Single Brand New Day aus dem Album In Time, welches 2017 veröffentlicht wurde.

## Diskografie

### Alben
- 2015: Fly
- 2017: In Time

### Singles
- 2015: Fly
- 2016: Mama
- 2016: Brand New Day
- 2016: Fly - African version

## Auszeichnungen
- 2011: Größter Gospelchor der Welt
- 2015: Größter Gospelchor Europas